# Mścisław Butkiewicz
Mścisław Butkiewicz (ur. 1 maja 1876 w Kaczanowie, zm. ?) – pułkownik kawalerii Wojska Polskiego, kawaler Orderu Virtuti Militari.

## Życiorys
Urodził się 1 maja 1876 w Kaczanowie, pow. Lida, jako syn Emila.
Walczył w wojnie rosyjsko-japońskiej. Służył w Nowo-Rosyjskim pułku dragonów w stopniu sztabsrotmistrza. Przeniesiony na własną prośbę do Legionu Puławskiego. W maju 1915 roku został dowódcą 2 szwadronu, a w październiku tego roku dowódcą dywizjonu ułanów polskich. Po objęciu dowództwa dywizjonu przez ppłk. Władysława Obuch-Woszczatyńskiego, ponownie dowodził 2 szwadronem. Oficer kadrowy 1 pułku Ułanów Krechowieckich. Dowódca 13 pułku ułanów. Uczestniczył w zagonach na Szyrwinty i Pozelwę na Litwie. Dowódca Wileńskiej Brygady Jazdy, później Dywizji Jazdy Litwy Środkowej. Komendant wojskowy garnizonu miasta stołecznego Warszawa. 3 maja 1922 roku został zweryfikowany w stopniu podpułkownika ze starszeństwem z dniem 1 czerwca 1919 roku i 21. lokatą w korpusie oficerów jazdy (od 1924 roku – kawalerii). Z dniem 23 marca 1924 przeniesienie w stan nieczynny zostało mu przedłużone o kolejnych 12 miesięcy. W 1928 mieszkał w Warszawie.
W 1934 roku pozostawał w ewidencji Powiatowej Komendy Uzupełnień Warszawa Miasto III. Posiadał przydział do Oficerskiej Kadry Okręgowej Nr I. Był wówczas „przewidziany do użycia w czasie wojny”.

## Ordery i odznaczenia
- Krzyż Srebrny Orderu Virtuti Militari nr 3532
- Krzyż Niepodległości (9 października 1933)[11]
- Krzyż Zasługi Wojsk Litwy Środkowej (3 marca 1926)[12]